# Симончева магаза
Симончевата или Деребановата магаза (на македонска литературна норма: Симончева магаза) е магазин на чаршията в град Охрид, Северна Македония. Сградата е обявена за значимо културно наследство на Република Македония.

## Местоположение
Сградата е разположена на чаршийската улица „Свети Климент Охридски“ № 104 и 106, в непосредствена близост на площад „Свети Климент Охридски“. На североизток граничи с Голевата магаза, а на югозапад през една къща със Савиновата магаза на № 110.

## Архитектура
Принадлежи към новия тип каменни търговски обекти от европейски тип, така наречените магази, започнали от средата на XIX век да заменят едноетажните дървени дюкяни. Изградена е в 1884 година от непознат майстор, според надписа на мраморната плоча 30x40 cm над левия горен прозорец на фасадата: „1884 Maiи 28 Iоан Сiмонче и Синои“. Състои се от сутерен, приземение и етаж. Градежът е от камък и тухла, като ъглите са оформени от големи обработени каменни блокове. Отворите в приземието са сводести, изработени от обработен бигор, а на ката има по-малки правоъгълни отвори с полукръгли арки, оформени от тухли. На прозорците на ката частично са запазени металните капаци, докато на приземните са премахнати. Етажите са отделени с профилиран венец от бигор, а на ъглите и по средата на фасадата има тухлени пиластри. Сградата завършва с профилирана стреха от бигорни блокове. Покривът е на две води със стари керемиди каналици.